# Live Bites
Live Bites je třetí koncertní album německé hard rockové kapely Scorpions z roku 1995.

## Seznam skladeb
1. "Tease Me Please Me"
2. "Is There Anybody There?"
3. "Rhythm of Love"
4. "In Trance"
5. "No Pain No Gain"
6. "When the Smoke Is Going Down"
7. "Living for Tomorrow"
8. "Ave Maria No Morro" (na americkém vydání chybí)
9. "Concerto in V"
10. "Alien Nation"
11. "Crazy World"
12. "Wind of Change"
13. "Hit Between The Eyes" (na americkém vydání chybí)
14. "Edge of Time" (pouze na americkém vydání)
15. "Heroes Don't Cry" (nová studiová nahrávka)
16. "White Dove" (nová studiová nahrávka; cover verze hitu "Gyöngyhajú lány" maďarské skupiny Omega)

## Sestava
- Klaus Meine – zpěv
- Matthias Jabs – kytara
- Rudolf Schenker – kytara
- Ralph Rieckermann – baskytara
- Herman Rarebell – bicí
- Francis Buchholz – baskytara na 8. skladbě